# Paul Kohl (Radsportler)

Paul Kohl (1913)

Paul Kohl (* 12. November 1894 in Berlin; † 17. Dezember 1959 ebenda) war ein deutscher Radrennfahrer.
Paul Kohl gehörte in den 1920er Jahren zu den stärksten deutschen Straßenfahrern. Schon als Amateur und Mitglied des Berliner Vereins BBC Germania gewann er zahlreiche Rennen, bis der Erste Weltkrieg seine Karriere als Rennfahrer jäh unterbrach. 1920 wurde Kohl Profi, im Jahr darauf Deutscher Vize-Meister im Straßenrennen, 1923 belegte er den dritten Platz und schließlich errang er 1924 den Meistertitel. 1922 wurde er Zweiter in der Gesamtwertung beim Großen Preis von Deutschland. Dreimal, 1922, 1925 und 1928, gewann er Rund um die Hainleite, 1924 und 1925 Rund um Köln sowie 1925 Rund um Berlin, nachdem er dieses Rennen 1913 und 1920 schon als Amateur für sich entschieden hatte. 1924 gewann er das Eintagesrennen Rund um Frankfurt. Viermal gewann er zwischen 1920 und 1924 den Großen Sachsenpreis.
Nach seinem letzten Sieg 1928 bei Rund um die Hainleite zog sich Paul Kohl vom aktiven Radsport zurück. Sein Berliner Verein veranstaltete in den 1950er und 1960er Jahren das Paul Kohl Erinnerungsrennen, ein Querfeldeinrennen im Berliner Norden.

## Familiäres
Sein Bruder Karl Kohl war ebenfalls Radprofi.